# Mostec, Brežice
Mostec este o localitate din comuna Brežice, Slovenia, cu o populație de 181 de locuitori.